# Rhadine subterranea
Rhadine subterranea is een keversoort uit de familie van de loopkevers (Carabidae). De wetenschappelijke naam van de soort is voor het eerst geldig gepubliceerd in 1918 door Edwin C. Van Dyke. Het is een troglobiet, die leeft in grotten en geen ogen heeft. De soort is door professor John Henry Comstock ontdekt in een grot nabij Austin (Texas) in 1903.